# Neffelbach
Der Neffelbach ist ein 40,3 km langer, orografisch linker Nebenfluss der Erft in der Zülpicher Börde, Nordrhein-Westfalen (Deutschland).

## Quelle
Der Bach entspringt im Kreis Düren, NRW, in der Nähe von Nideggen-Wollersheim nur etwa 100 m von der Wasserscheide Maas/Rhein entfernt.

## Name
Die Herführung des Namens „Neffel“ vom rheinischen „Nevvel“ (Nebel), da die Ufer des Bachlaufes häufig morgens im Nebel lägen, wird heute für abwegig gehalten. Eher kann noch die vorgermanische Wurzel für Fließgewässer napa, nafa, nep, ähnlich wie beim alten Namen der Erft (arnafa) herangezogen werden, eventuell in der Diminutiv-Endung mit -el oder -la, also Neffel = kleiner Fluss im Gegensatz zur Arnapa = Erft = größerer Fluss.

## Lauf
Im Bereich der Stadt Zülpich durchfließt er dann den Kreis Euskirchen, kommt bei Sievernich (Gemeinde Vettweiß) wieder in den Kreis Düren und fließt durch Disternich, Müddersheim, Gladbach und Lüxheim. Bei Eggersheim fließt er in die Gemeinde Nörvenich, die er bei Niederbolheim in Richtung Blatzheim verlässt, um weiter in den Bereich der Stadt Kerpen, Rhein-Erft-Kreis, zu fließen. Nach 40,3 km mündet das alte Bett des Neffelbaches in der Nähe der Landstraße 163 an der Brücke über die Erft in diesen Fluss. Es führt nur noch bei Hochwasser Wasser. Ansonsten wird das Wasser über den künstlich angelegten Umfluter um Kerpen herumgeführt. Er ist auf seiner Reise von der Quelle bis zur Mündung von 338 m ü. NHN auf 76 m gefallen.

## Talgestalt
Auffällig ist die Asymmetrie des Bachtales. Das Westufer ist flach, während das Ostufer steil ansteigt. Dies gründet in der Schiefstellung der nach Nordosten abfallenden und durch Bruchlinien gegliederten Ackerplatten der in der Niederrheinischen Bucht abgesunkenen Erftscholle. Der Bach wurde so nach Osten abgedrängt und hat so sein Ostufer unterschnitten und versteilt. Es ist deshalb meist mit Wald oder Buschwerk bewachsen. Der Talboden ist ein feuchtes Sohlental, das mit Wiesen genutzt wird. Die nach Osten anschließenden Böden sind nur wenig mit dem fruchtbaren Löss und deshalb oft mit Wald oder Heide bedeckt. Deshalb liegt auch der Fliegerhorst Nörvenich auf dieser Talseite. Die Westflanken sind mit Löss und nahe dem Bach mit Schwemmlöss bedeckt und deshalb sehr fruchtbar und mit Rüben- oder Weizenfeldern bedeckt.

## Siedlungen
Die Siedlungen liegen nahe am Grundwasser auf der Westseite des Baches. Unmittelbar am Bach oder abzweigenden Mühlengräben lagen 36 Mühlen, von denen keine mehr in Betrieb ist. Gerbereien, die es früher vielfach in den Orten gab, sind heute auch nicht mehr anzutreffen. Die Wasserburgen werden heute meist als landwirtschaftliche Betriebe oder Wohnanlagen genutzt. Neue Ausbauten liegen heute mit freier Sicht am Steilhang oder auf der Höhe über dem Bach.
→ Siehe auch Liste der Mühlen am Neffelbach

## Besiedlung des Neffelbachtales
In den Fluren von Gladbach, Müddersheim und Mersheim ist eine starke Bestreuung mit römischen Trümmern vorhanden. Dort wurden Terra Nigra, Terra Sigillata, Wandverputz, Glasscherben und vieles andere gefunden. Es sind nicht weniger als 50 römische Trümmerstätten in diesem Bereich kartiert. Aus der jüngeren und mittleren Steinzeit wurden Steinäxte, Steinbeile, Faustkeile und vieles mehr gefunden. Für die dazwischen liegenden Epochen, Bronzezeit und Eisenzeit, sind außer einer Bronzeaxt bisher keine Belege gefunden worden, die eine Siedlungskontinuität beweisen könnten.

## Naturschutz
Im Kreis Düren steht die gesamte Neffelbachaue unter Landschaftsschutz. Der Kerpener Bruch an der Mündung des Baches ist eins der Kerpener Naturschutzgebiete. Diese und Gebiete um Zülpich gehören zum Naturpark Rheinland.
Der Bachlauf in den Gemeinden Vettweiß und Nörvenich wurde bis 1993 vom Neffelbachverband (Sitz: Rathaus Nörvenich) unterhalten. Im Bereich der Städte Nideggen und Kerpen lag die Unterhaltung beim Erftverband. Seit 1993 unterhält der Erftverband den gesamten Bachlauf.

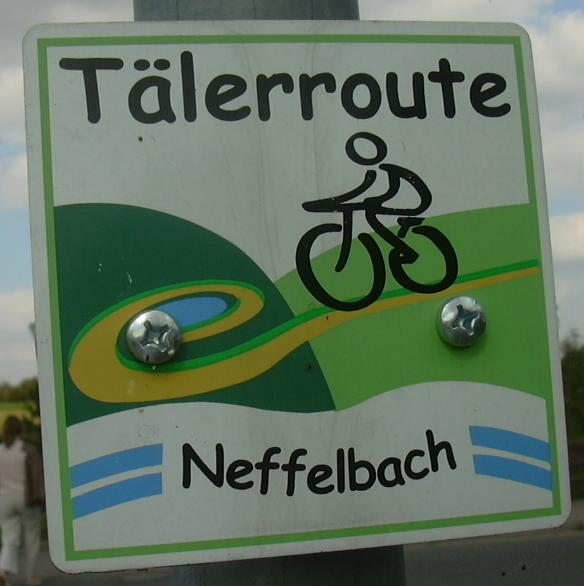
Routenzeichen

## Tälerroute am Neffelbach
Von 1909 bis 1962 befuhr die Dürener Kreisbahn die Bahnstrecke Distelrath–Embken, welche zwischen Nörvenich und Zülpich weitgehend parallel zum Neffelbach verlief und daher auch als Neffeltalstrecke bezeichnet wurde.
Am 22. April 2007 wurde der Radweg Tälerroute am Neffelbach mit einem Aktionstag durch Vertreter der anliegenden Kreise und Kommunen eröffnet. Die Route führt vom Parktor des Nationalparks Eifel in Heimbach bis zum Bahnhof in Kerpen-Sindorf und misst etwa 60 km. Durch den Verlauf im Tal sind die Steigungen moderat. Die Strecke ist gut an den Öffentlichen Personennahverkehr angeschlossen. Sie verbindet auch die längeren Radwegstrecken entlang der Rur und der Erft (Erft-Radweg und Rurufer-Radweg). Der Radweg wird touristisch vom Naturpark Rheinland vermarktet.

## Weinbau

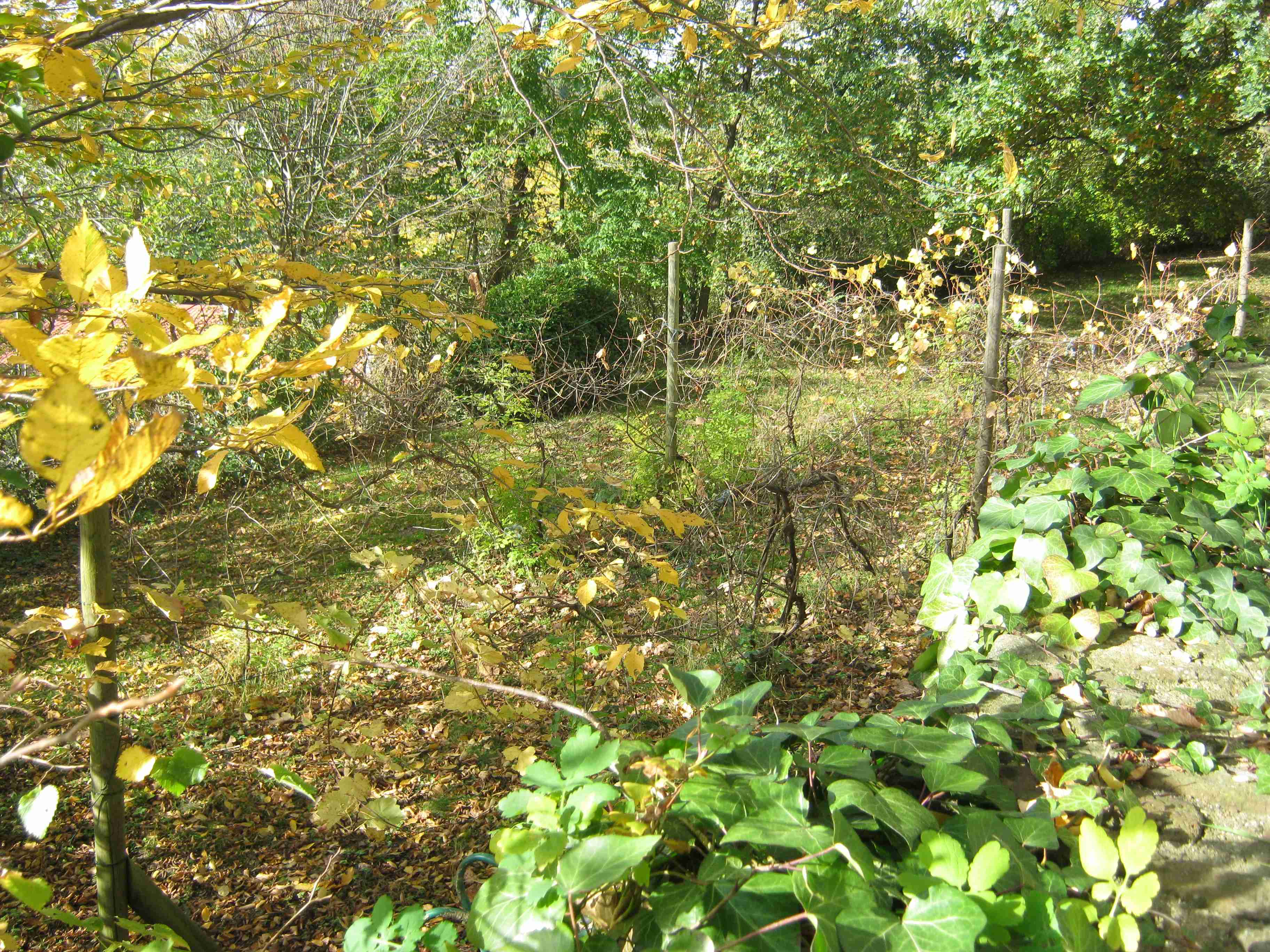
Weinbau in Hochkirchen

Der Weinbau am Neffelbach ist völlig aufgegeben worden. In früheren Jahrhunderten wurde an den Hängen des Neffelbaches zwischen Wollersheim und Hochkirchen Wein angebaut.
Aus der Weinbauzeit sind heute nur wenige Relikte erhalten. Lediglich einige Flurnamen weisen noch auf den Anbau von Wein hin, wie z. B. In den Weingärten oder Wingertspfädchen. Abtreppungen wie an Rhein, Ahr oder Mosel sieht man immer noch am östlichen Steilufer des Baches bei Lüxheim, bei Eggersheim und unterhalb der Pfarrkirche in Hochkirchen.
Für den Bereich zwischen Wollersheim am Oberlauf des Neffelbaches bis nach Gladbach gibt es schriftliche Belege aus dem 18. und 19. Jahrhundert. Vereinzelte Schriftstücke sprechen von Flurnamen, die vom Weinbau stammen, nämlich 1755 in Lüxheim und Nörvenich, 1551 in Oberbolheim und Niederbolheim.
1885 wird über den Weinbau am Neffelbach berichtet: Nur ganz gute Jahre bringen die Trauben, welche Burgunder Ursprungs sein sollen, zur Reife.
Die größten Anbauflächen waren am Oberlauf des Baches bei Wollersheim, Embken, Juntersdorf und Zülpich. Der Wein wurde nach Aufzeichnungen des Landesrentmeisters im Mittelalter als guter Mittelklassewein zwischen 7 und 8 Gulden pro Fuder verkauft.
Für das Jahr 1338 wurde schon Weinanbau in Wollersheim nachgewiesen. Letzte Nachweise stammen aus dem Jahr 1807. 1816 wurden die Weingärten in Müddersheim gerodet. 1836 wurden in Zülpich noch Weingärten mit 3082 Stöcken angelegt. Im 20. Jahrhundert ist kein Anbau von Wein mehr nachweisbar, lediglich unterhalb der Hochkirchener Pfarrkirche wird als Hobby noch Wein angebaut.